# Lewokomorowa niewydolność serca
Niewydolność lewokomorowa to niezdolność serca do zapewnienia wydolnego krążenia. Nazwa według podziału klinicznego odnosi się do lewej komory serca. Mechanizm niewydolności lewokomorowej polega na niedostatecznym odbieraniu krwi z płuc i pompowaniu jej do aorty. Niewydolność jednej komory często doprowadza do niewydolności drugiej. Głównym objawem ostrej niewydolności lewej komory jest obrzęk płuc. Do innych objawów należą: duszność (szybki oddech, pozycja siedząca, zasinienie ust i opuszków palców), kaszel (możliwe odksztuszanie pienistej wydzieliny podbarwionej krwią), tachypnoë (szybki oddech), skóra zimna, oblana potem.
Jedynym sposobem leczenia jest leczenie szpitalne. Istnieją metody w pierwszej pomocy pozwalające zmniejszyć objawy, gdy czas oczekiwania na ambulans może być długi.